# Patay László
Patay László (Komárom, 1932. május 2. – Ráckeve, 2002. január 10.) Munkácsy Mihály-díjas magyar festőművész, egyetemi tanár.

## Életpályája
Szülei: Patay László és Apagyi Anna voltak. Középiskolai tanulmányait a győri Bencés Gimnáziumban végezte el 1942–1950 között. 1950–1956 között a Magyar Képzőművészeti Főiskola freskó szakára járt Barcsay Jenő, Fónyi Géza és Szőnyi István osztályába.
1944-ben Örsújfalura költözött szüleivel. 1953-tól állította ki műveit. 1970-től 20 évig a Képzőművészeti Főiskola tanára, tanszékvezetője volt; anatómiát és térábrázolást oktatott. 1992-ben nyugdíjba vonult. 1996-tól a Magyar Művészeti Akadémia tagja volt. 1994-ben az Európai Akadémia tagja lett.
2002. január 10-én hunyt el Ráckevén.

## Egyéni kiállításai
- 1965 Budapest, Győr
- 1965, 1982 Hódmezővásárhely
- 1969 Moszkva
- 1970, 1982, 1990, 1994, 1997 Ráckeve
- 1972 Koppenhága
- 1973 Győr
- 1974, 1999 Szeged
- 1975-1976, 1985 Hatvan
- 1976 Budapest, Dunaújváros, Hajdúböszörmény
- 1977 Kispest
- 1978 Nyergesújfalu, Kölesd
- 1980 Csepel
- 1981 Dorog, Kiskunhalas
- 1982 Szekszárd
- 1984 Simontornya, Hercegszántó
- 1985 Tiszaújváros
- 1993 Békéscsaba
- 2000 Ópusztaszer

## Művei
- Tárgyalás (1985)
- Memento (1989)
- A kereten túl (1996)
- A felület
- A gömb
- Ádám
- Életem
- Emlékkép
- Emlékmű
- Ikaros
- Ítélet
- Néhányan közülünk
- Nyugdíjban
- Önarckép
- Ráckevei Madonna
- Szélvihar
- Szőnyi
- Szubjektív tabló
- Tűzijáték Ráckevén
- Napos nádas

## Díjai
- Diplome de Prix National (1971)
- II. realista festészeti triennále díja, Szófia (1976)
- Ex Aequo Díj (1976)
- Tornyai-plakett (1976)
- Pro ecclesia et pontifice (1994)
- Pázmány Péter-díj (1999)